# 気仙大橋
気仙大橋（けせんおおはし）は、岩手県陸前高田市気仙町字小渕と字木場とを結ぶ、気仙川に架かる橋梁である。国道45号陸前高田バイパスの一部で、1日当たりの交通量は約1万4千台（2005年）。

## 東日本大震災前の橋
気仙大橋は陸前高田市内の直角コーナー解消および上流の姉歯橋の老朽化を理由に陸前高田バイパスの一部として整備され、1982年に開通した。その後、2011年の東北地方太平洋沖地震（東日本大震災）による津波で落橋し、主桁が上流約300 m先まで、床板の一部がさらに100 m上流まで押し流された。

## 東日本大震災の影響
2011年3月11日に発生した東日本大震災による津波により、気仙大橋と上流の姉歯橋が流失する被害を受けた。この2橋が通行できなくなったことにより、陸前高田市と隣接する宮城県気仙沼市の間では最大で約50 km迂回する必要性が生じた。通行止めの不便さを解消するため、流失した橋の約10 m下流側に仮橋を建設することになり、同年7月10日に開通した。

### 仮橋の概要
- 形式 7径間鋼板桁
- 橋長 210.6 m
- 幅員 9.0 m
- 着工 2011年（平成23年）4月16日
- 完成 2011年（平成23年）7月10日（当初は2011年9月末に完成する予定であった）
- 工費 約7億円

## 東日本大震災後の橋
気仙大橋は震災後しばらくの間仮橋にて供用されていたが、周辺の復興事業に合わせて復旧することになり、2014年に着工した。再建される橋は津波高を考慮した高さとなり、2018年（平成30年）12月17日に復旧した。その後、仮橋は2019年（平成31年）度から撤去作業が行われた。